# Karl II. (Hohenzollern-Sigmaringen)

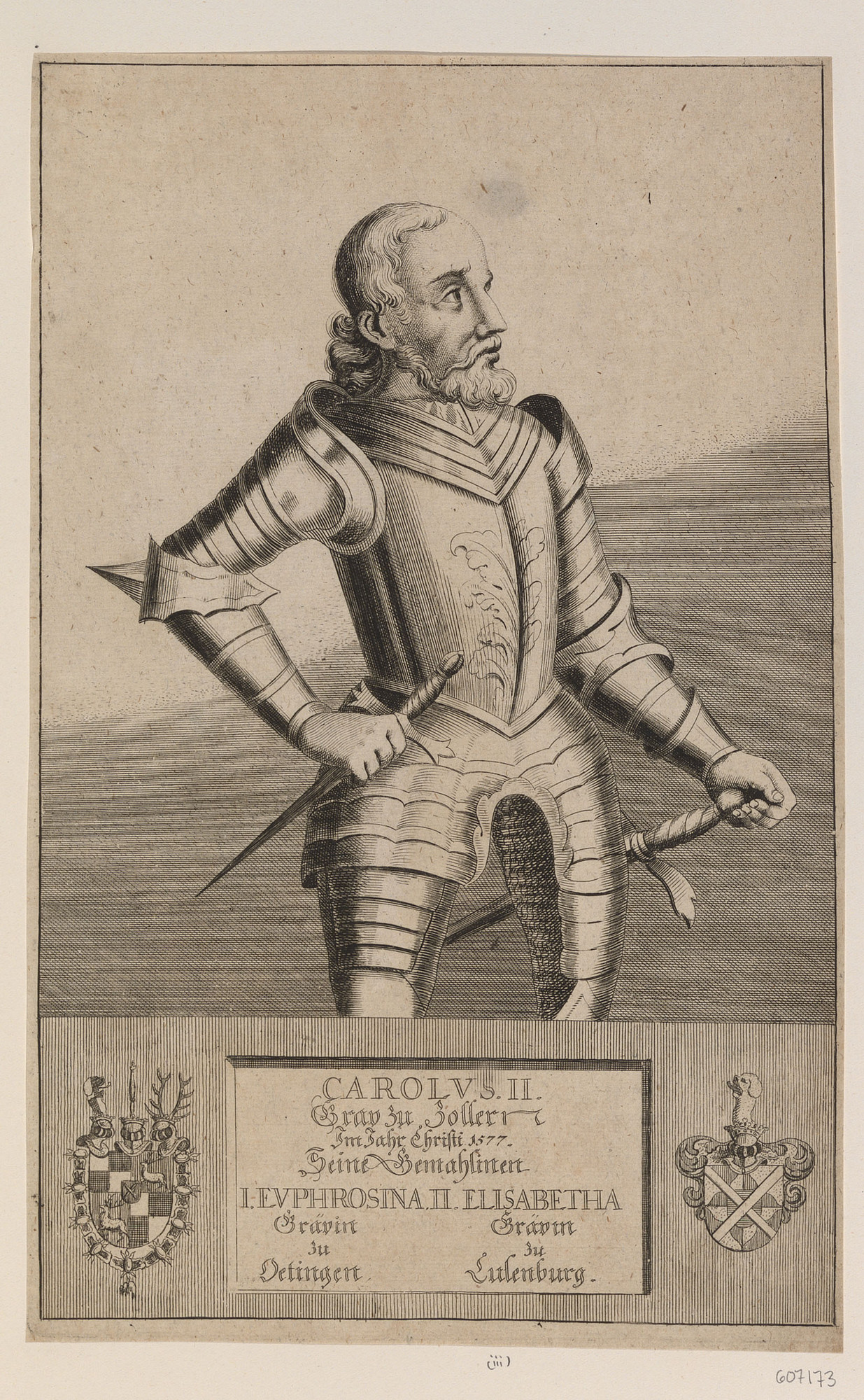
Karl II. von Hohenzollern-Sigmaringen

Karl II. von Hohenzollern-Sigmaringen (* 22. Januar 1547 in Sigmaringen; † 8. April 1606 ebenda) war von 1576 bis 1606 erster Graf von Hohenzollern-Sigmaringen.

## Leben
Karl II. war der zweite überlebende Sohn des Grafen Karl I. von Hohenzollern (1516–1576) aus dessen Ehe mit Anna (1512–1579), Tochter des Markgrafen Ernst von Baden-Durlach. Er wurde zunächst in Wien, später in Freiburg im Breisgau erzogen und studierte gemeinsam mit seinem älteren Bruder Eitel Friedrich Rechtswissenschaft. Anschließend war er am Reichshofrat in Wien tätig, wo sein Vater als Präsident fungierte. Hier erwarb er sich das Vertrauen und die Freundschaft des Erzherzogs Ferdinand II. von Österreich, eines Sohnes von Kaiser Ferdinand I. Er begab sich in die Dienste des Erzherzogs, was ihn von Wien nach Tirol führte. Karl konnte so gute Verbindungen zum österreichischen Kaiserhaus aufbauen. Aus diesem Grunde wurde er 1570 Oberster Hauptmann und Landvogt im Elsass. Zwei Jahre später übernahm Karl die Vormundschaft über den Grafen Jakob von Geroldseck.
Unter dem Vater Karl I. waren die Besitzungen der Grafschaft Zollern im engeren Sinn und Sigmaringen, Grafschaft Veringen, Haigerloch und Wehrstein noch vereint. Die drei erbberechtigten Söhne erhielten, so bestimmte es ein Erbvertrag, ökonomisch gleichwertige Teile. 1576 kam es zur Teilung des hohenzollerischen Stammhauses in die Hechinger, Haigerlocher und Sigmaringer Linie. Karl II. wurde der Stammvater der Sigmaringer-Linie und erhielt die Grafschaft Sigmaringen mit den Klöstern Hedingen und Inzigkofen sowie die Grafschaft Veringen. Hohenzollern-Sigmaringen hatte Lehnslasten an Österreich und das Heilige Römische Reich zu entrichten, hingegen hatte Hohenzollern-Hechingen solche Lasten nicht zu tragen. Dies wurde bei der Erbteilung berücksichtigt. Ein Urteil des Reichskammergerichts von 1588 stellte fest, die Grafschaft Sigmaringen sei Reichslehen. Dennoch wurde diese Beurteilung bis 1806 in Zweifel gezogen.
Karl wählte Sigmaringen als Residenz und ließ Schloss Sigmaringen umbauen. Zwischen 1576 und 1606 ließ er die Überwölbung der Burgeinfahrt errichten und ordnete den Neubau der Kirche neben dem Schloss an. 1589 erwarb er das Schlössle Ratzenhofen in Sigmaringendorf. 1595 kaufte er die Ortschaft Krauchenwies, das seitdem eng mit der Grafschaft Sigmaringen verbunden blieb und erst durch die Abtretung des Fürstentums Hohenzollern-Sigmaringen an Preußen 1850 preußisch wurde.

## Ehen und Nachkommen
Karl war zweimal verheiratet und hatte insgesamt 25 Kinder.
Seine erste Ehefrau war Euphrosyne (1552–1590), Tochter des Grafen Friedrich V. von Oettingen-Wallerstein, mit der er folgende Kinder hatte:
- Ferdinand (*/† 1571)
- Anna Marie (1573–1598)

⚭ 1589 Graf Markus Fugger zu Kirchheim (1564–1614)
- Marie Magdalene (1574–1582)
- Barbara Marie (1575–1577)
- Marie Jakobe (1577–1650)

⚭ 1595 Graf Heinrich von Waldburg-Wolfegg (1568–1637)
- Johann (1578–1638), Fürst von Hohenzollern-Sigmaringen

⚭ 1602 Gräfin Johanna von Hohenzollern-Hechingen (1581–1634)
- Karl (1579–1585)
- Euphrosyne (1580–1582)
- Eitel Friedrich (1582–1625), Bischof von Osnabrück, Kardinal
- Maria Maximiliane (1583–1649)

⚭ 1598 Freiherr Joachim Ulrich von Neuhaus (1579–1604)
⚭ 1605 Freiherr Adam von Sternberg († 1623)
- Ernst Georg (1585–1625)

⚭ 1611 Freiin Marie Jakobe von Raitenau († 1663)
- Marie Eleonore (1586–1668)

⚭ 1605 Johann der Ältere Fugger, Graf zu Kirchberg (1583–1633)
- Marie Sabine (1587–1590)
- Jakob Friedrich (*/† 1589)
- Marie (*/† 1590)

Seine zweite Ehe schloss er am 13. Oktober 1591 mit Elisabeth (1567–1620), Tochter und Erbin des Floris von Pallandt, Graf von Culemborg, und Witwe des Markgrafen Jakob III. von Baden, mit der er folgende Kinder hatte:
- Elisabeth (1592–1659)

⚭ 1. 1608 Graf Johann Christoph von Hohenzollern-Haigerloch (1586–1620)
⚭ 2. 1624 Graf Karl Ludwig Ernst von Sulz (1595–1648)
- Georg Friedrich (*/† 1593)
- Marie Salome (*/† 1595)
- Marie Juliane (1596–1669)
- Philipp Eusebius (1597–1601)
- Christian (*/† 1598)
- Marie Cleopha (1599–1685)

⚭ 1. 1618 Johann Jakob von Bronckhorst-Batenburg (1582–1630)
⚭ 2. 1632 Philippe Charles de Ligne, prince d’Arenberg, comte d’Arschot (1587–1640)
- Maria Christiane (1600–1634)
- Marie Katharine (1601–1602)
- Marie Amalie (*/† 1603)